# 扎布基
50°26′31″N 33°4′27″E / 50.44194°N 33.07417°E

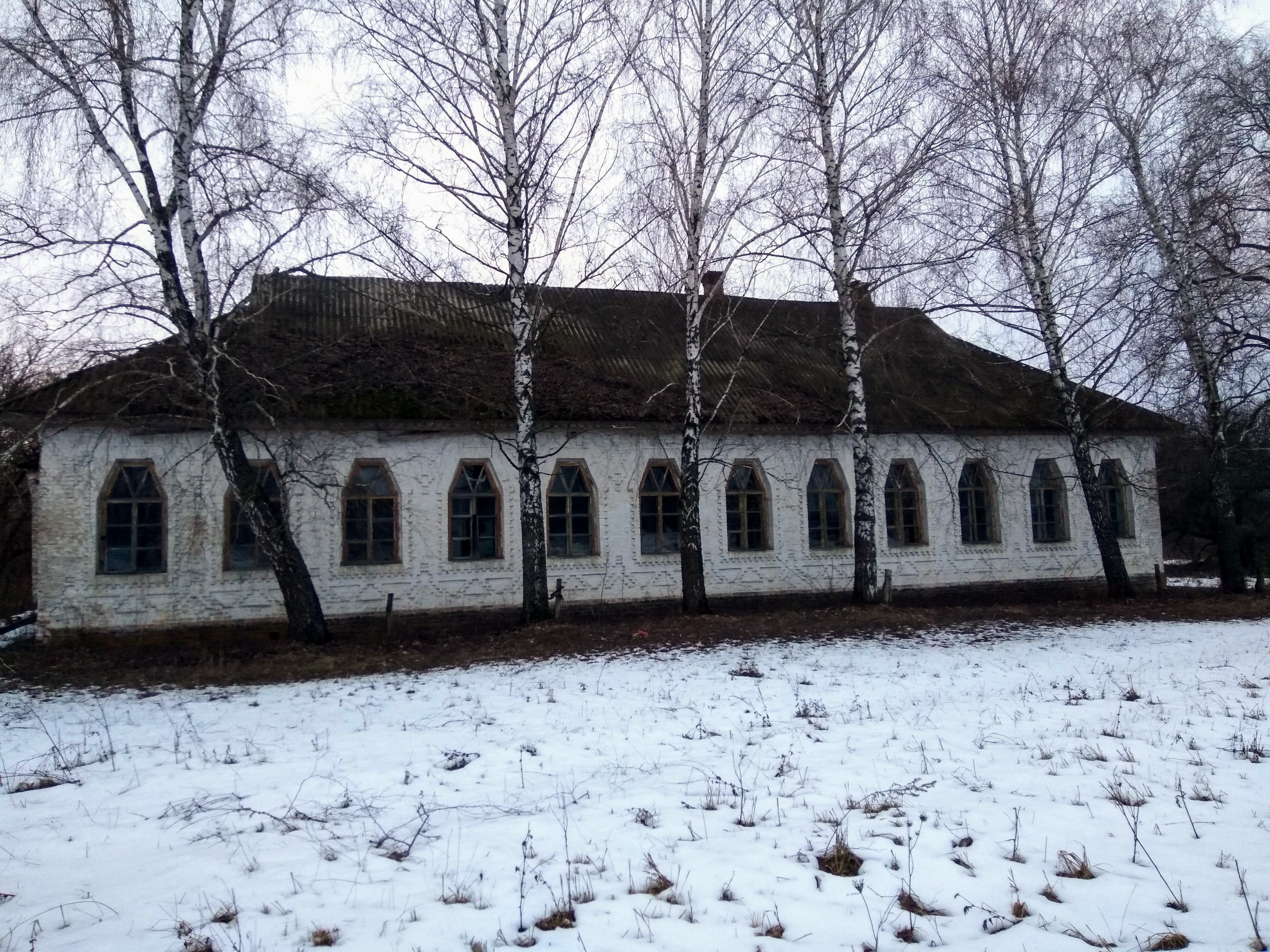
学校

扎布基（烏克蘭語：Жабки），2016年之前为盧岑基（烏克蘭語：Луценки），是烏克蘭中部波爾塔瓦州米爾霍羅德區的村落。處於洛赫維察河畔，始建於1928年，面積7.52平方公里，海拔高度129米，2001年人口654。